# Tadeusz Caliński

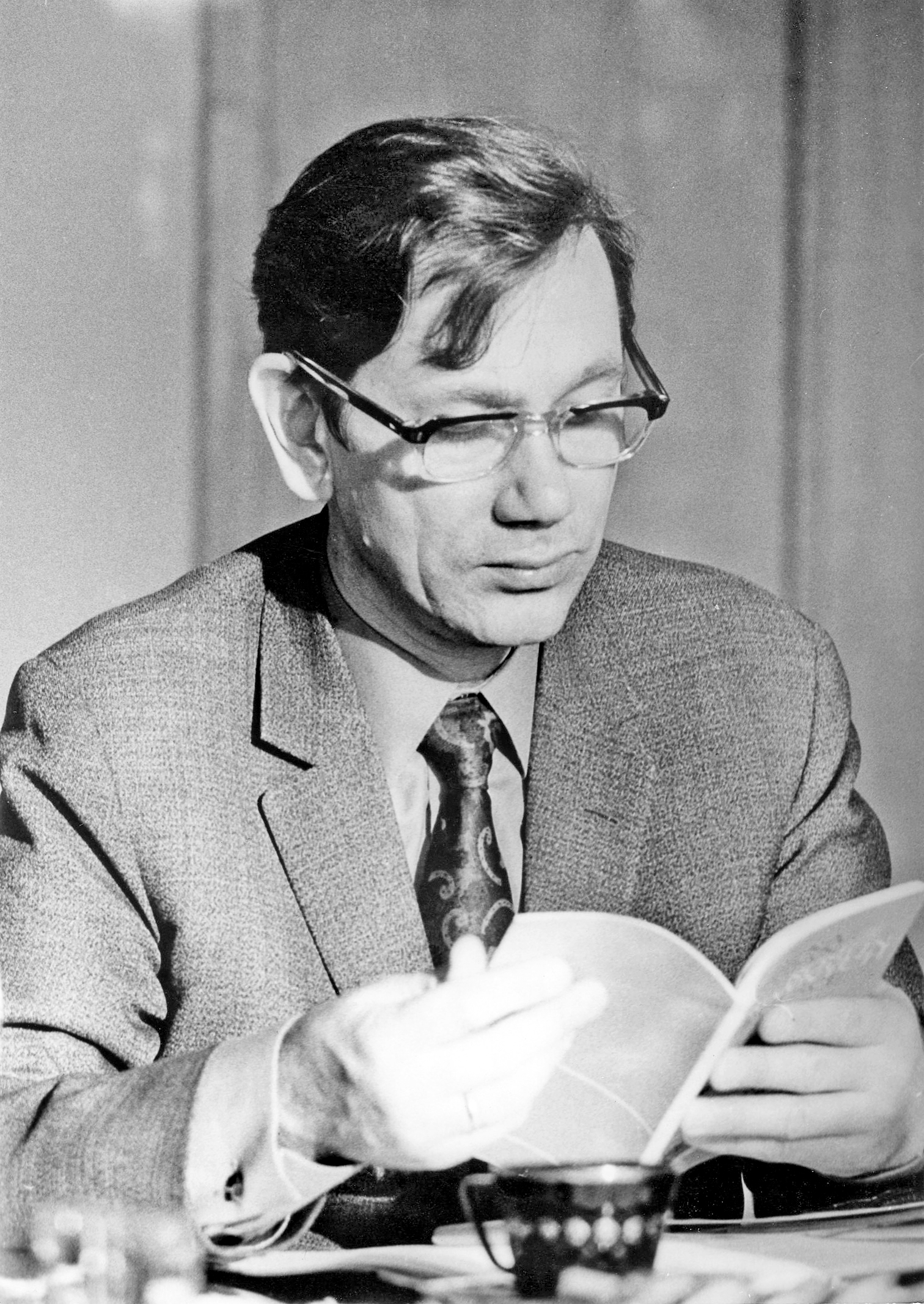
prof. dr hab. Tadeusz Caliński (1974)

Tadeusz Caliński (ur. 4 września 1928 w Poznaniu) – polski profesor nauk rolniczych w zakresie doświadczalnictwa i biometrii, matematyk i statystyk

## Życiorys
Urodził się w rodzinie Sylwestra (kupca) i Anieli z domu Żniniewicz (pielęgniarki dyplomowanej). Po zdaniu matury w 1948 w Liceum im. Karola Marcinkowskiego w Poznaniu rozpoczął studia na Uniwersytecie Poznańskim. Po reorganizacji uczelni studia ukończył w 1953 w nowo powstałej Wyższej Szkoły Rolniczej w Poznaniu z dyplomem magistra inżyniera rolnictwa. Jako student pracował w Zakładzie Doświadczalnym Instytutu Uprawy Nawożenia i Gleboznawstwa w Baborówku. Po studiach został zatrudniony w Katedrze Genetyki i Hodowli Roślin macierzystej uczelni na stanowisku asystenta. Wiedzę matematyczną uzupełnił na trzyletnich studiach na Wydziale Matematyki, Fizyki i Chemii Uniwersytetu im. Adama Mickiewicza w Poznaniu. Stopień doktora nauk rolno-leśnych otrzymał w 1961 na podstawie rozprawy naukowej O stosowaniu analizy wariancji do wyników wielokrotnych doświadczeń odmianowych, napisanej pod kierunkiem prof. Stefana Barbackiego. W 1964 został zatrudniony jako adiunkt w nowo utworzonej Katedrze Statystyki Matematycznej. W tym samym roku przebywał na zagranicznym stypendium naukowym w Anglii. W 1966 został doktorem habilitowanym na podstawie rozprawy O rozkładzie statystyk typu F w analizie doświadczeń wielokrotnych, opublikowanej w angielskim czasopiśmie naukowym. Dwa lata później objął kierownictwo Katedry, która po reorganizacji uczelni w 1971 została przekształcona w Międzywydziałowy Zakład Metod Matematycznych i Statystycznych, kierował nim do 1984. Tytuł profesora nadzwyczajnego nauk rolniczych uzyskał w 1974, a tytuł profesora zwyczajnego w 1988. Został uhonorowany tytułem doktora honoris causa Akademii Rolniczej im. Augusta Cieszkowskiego w Poznaniu (1998) i Szkoły Głównej Gospodarstwa Wiejskiego w Warszawie (2008). W latach 1972–1978 pełnił funkcję pełnomocnika rektora do spraw studentów zagranicznych oraz pełnomocnika rektora do spraw Środowiskowego Ośrodka Informatyki, a w roku akademickim 1981/1982 był prorektorem ds. nauki i współpracy z zagranicą macierzystej Uczelni. Na emeryturę przeszedł 1 października 1988 (na własną prośbę) – jako profesor emerytowany kontynuuje pracę naukową w Katedrze Metod Matematycznych i Statystycznych Uniwersytetu Przyrodniczego w Poznaniu.

## Działalność naukowo-dydaktyczna w kraju i zagranicą
Profesor Tadeusz Caliński jest twórcą Poznańskiej Szkoły Biometrii, zasłużonym dydaktykiem i naukowcem. Jako wykładowca i visiting professor przebywał wielokrotnie w Belgii, Holandii, Francji, Indiach, Japonii, Niemczech, Portugalii, a także Stanach Zjednoczonych, Wielkiej Brytanii i Włoszech. Współpracuje także z wieloma krajowymi placówkami naukowymi i badawczymi o charakterze rolniczym, przyrodniczym i matematycznym. Wygłaszał referaty na wielu konferencjach i kursach zagranicznych. Już po przejściu na emeryturę wiele razy prowadził wykłady dla doktorantów na uczelniach w Mediolanie, Dortmundzie, Bari i Lizbonie. Był członkiem zespołów zaangażowanych w badania prowadzone we współpracy z naukowcami z Wielkiej Brytanii, Holandii, Francji, Włoch oraz Japonii. Jest członkiem The International Biometric Society, The International Statistical Institute (wybrany w 1974) oraz Institute of Mathematical Statistics (w USA). 
Jest autorem lub współautorem ponad 150 publikacji naukowych, w tym 79 studiów i rozpraw, ponad 30 artykułów, 5 opracowań monograficznych, 25 algorytmów z programami komputerowymi (w tym wdrożonego, również za granicą, pakietu SERGEN), skryptów i książek (w tym 2 monografii opublikowanych w serii Lecture Notes in Statistics Springer). Za swoje najważniejsze osiągnięcia w dziedzinie badań naukowych uważa te, które dotyczą zagadnień biometrycznych, a zwłaszcza opracowanie metodyki analizowania serii doświadczeń polowych (szczególnie z odmianami roślin uprawnych), rozwinięcie teorii i zastosowań statystycznej analizy wielowymiarowej, teorii i zastosowań układów doświadczalnych.
Prowadził wykłady dla studentów ze statystyki matematycznej, biometrii stosowanej, doświadczalnictwa ogrodniczego, zastosowań informatyki w doświadczalnictwie zootechnicznym oraz wykład dla pracowników tej uczelni z analizy wielowymiarowej i jej zastosowań w doświadczalnictwie. Ponadto od 1966 prowadził wykłady i seminaria magisterskie ze statystyki matematycznej na piątym roku matematyki dla sekcji metod numerycznych na Uniwersytecie im. Adama Mickiewicza w Poznaniu. Pod Jego kierunkiem wykonano 53 prace magisterskie. 
Profesor Caliński wypromował 24 doktorów, spośród których 12 uzyskało tytuły profesorskie.
Przez wiele lat udzielał konsultacji z analizy statystycznej i metodyki doświadczalnictwa dla magistrantów i doktorantów oraz pracownikom Akademii Rolniczej w Poznaniu oraz innych uczelni i instytutów naukowo-badawczych. Od 1966 prowadził międzyuczelniane seminarium ze statystyki matematycznej i jej zastosowań, skupiające statystyków i biometryków poznańskich. Był członkiem wielu rad i komitetów naukowych w kraju i za granicą, a także członkiem redakcji kilku czasopism zagranicznych oraz krajowych. Pan profesor jest członkiem Polskiego Towarzystwa Biometrycznego, Wydziału Nauk Rolniczych i Leśnych Poznańskiego Towarzystwa Przyjaciół Nauk (od 1964).

## Odznaczenia i nagrody
- Złoty Krzyż Zasługi (1973)
- Krzyż Kawalerski Orderu Odrodzenia Polski (1975)
- Krzyż Komandorski Orderu Odrodzenia Polski (1995)[11]
- Odznaka Honorową „Za zasługi w rozwoju województwa poznańskiego” (1978)
- Laur Wydziału Nauk Rolniczych, Leśnych i Weterynaryjnych Polskiej Akademii Nauk (2008)
- Medal im. Jerzego Spławy-Neymana Polskiego Towarzystwa Statystycznego (2012)
- nagrody ministerialne i Sekretarza PAN

## Zainteresowania pozanaukowe
- turystyka
- amatorska fotografia krajoznawcza
- muzyka barokowa i klasyczna, zwłaszcza Bacha, Haendla, Haydna, Mozarta i Beethovena[3]